# Uruma
Uruma (japanska うるま市) är en stad i Japan, och är belägen på ön Okinawa i prefekturen med samma namn. Staden bildades den 1 april 2005 genom en sammanslagning av städerna Gushikawa och Ishikawa samt kommunerna Katsuren och Yonashiro. Området omfattar bland annat Yokatsuhalvön samt Yokatsuöarna. 